# Oxford, Ohio
Oxford là một thành phố thuộc quận Butler, tiểu bang Ohio, Hoa Kỳ. Năm 2010, dân số của thành phố này là 21371 người.

## Dân số
- Dân số năm 2000: 21943 người.
- Dân số năm 2010: 21371 người.